# Swartzia pittieri
Swartzia pittieri är en ärtväxtart som beskrevs av Robert Walter Schery. Swartzia pittieri ingår i släktet Swartzia och familjen ärtväxter. Inga underarter finns listade i Catalogue of Life.